# Selvagem Pequena
Selvagem Pequena ist die zweitgrößte der zu Portugal gehörenden Inseln der unbewohnten Inselgruppe der Ilhas Selvagens.

## Lage

Lage der Ilhas Selvagens

Die im Jahr 1438 von dem Seefahrer Diogo Gomes entdeckte Insel liegt westlich der nordafrikanischen Küste im Atlantischen Ozean rund 280 km südsüdöstlich der portugiesischen Insel Madeira und 165 km nördlich der zu Spanien gehörenden kanarischen Insel Teneriffa. Sie ist die größte  der Südgruppe dieser kleinen Inseln. Von der westlich gelegenen Ilhéu da Fora trennt sie der Canal da Selvagem Pequena. Auf der Insel befindet sich ein Leuchtturm, der im Jahr 1977 errichtete Farol da Selvagem Pequena. Von April bis November hält sich eine Wache auf der Insel auf.

## Politische Zugehörigkeit
Die Insel bildet mit der gesamten Inselgruppe einen Teil der Gemeinde (Freguesia) Sé des Kreises Funchal in der Autonomen Region Madeira. 
Der portugiesische Präsident Aníbal Cavaco Silva hat im Jahr 2013 die Insel besucht.